# Halmstad
Halmstad là một thành phố cảng, trường đại học, công nghiệp và giải trí ở cửa sông Nissan trong tỉnh Halland ở bờ biển phía tây Thụy Điển. Halmstad là thủ phủ của đô thị Halmstad và hạt Halland. Thành phố có dân số khoảng 55.688 người, trong tổng số thành phố của khu tự quản với gần 90.000 người.
Halmstad, vào thời gian thuộc Vương quốc Đan Mạch, nhận điều lệ thành phố đầu tiên của mình trong 1307, và thành phố tổ chức kỷ niệm 700 năm vào năm 2007, là thành phố lâu đời nhất vẫn còn tồn tại ở "Övraby" thượng nguồn về Nissan, khá gần với các tòa nhà trung đoàn. Các di tích của nhà thờ vẫn ngày nay vẫn còn hiện diện.

## Âm nhạc
- Jonas Altberg (Basshunter)